# Epiphyllum oxypetalum
Epiphyllum oxypetalum je vzrůstný, převážně terestricky (pozemně) rostoucí zástupce jinak většinou epifytického rodu epifylum. Druhové epiteton „oxypetalum“ znamená „s ostrými okvětními lístky“.

## Popis
Keřovitá rostlina vytváří vzhůru rostoucí větvící se výhony téměř kruhového průřezu. Tyto výhony nesoucí holé nenápadné areoly a dosahující délky až 3 m (podle světelných podmínek) se na konci rozšiřují v ploché listovité čepele široké až 15 cm se slabě zvlněnými okraji. Z těchto fylokladií vyrůstají jednak boční listovitá fylokladia o délce až 30 cm a šíři až 12 cm a také květy.
Květy mají dlouhou charakteristicky esovitě prohnutou mírně šupinatou trubku bez štětin. Podle tohoto tvaru se rostlina anglicky nazývá Dutchman's pipe čili „Holanďanova fajfka“. Poupata jsou růžová a zpočátku rostou svisle dolů. Čistě bílé květy se otevírají pouze na jednu noc a intenzivně voní (benzylester kyseliny salicylové). Květy dosahují až 30 cm rozvinuté délky a průměru 16 cm. Ve středoevropských podmínkách se stává, že při náhlém ochlazení v době rozkvětu se květy zcela neotevřou a v tomto polorozkvetlém stavu zůstanou během celého dalšího dne. Květy jsou cizosprašné a po jejich opylení se vytvoří protáhlý purpurový plod dlouhý až 12 cm.

## Rozšíření
Původní domovinou je Střední a Jižní Amerika od Mexika po Brazílii. Jako zahradní květina se pěstuje v subtropickém pásmu, zejména v jižních státech USA a jižní Asii. Pro své pozoruhodné, jen jednu noc kvetoucí květy, se stala v jihovýchodní Asii kultovní nebo symbolickou rostlinou. V Číně je symbolem pomíjivého úspěchu, v Indii je považována za posvátný květ stvořitele Brahmy a v Malajsii je považována za kouzelný květ víly Bakawali ve staré báji (spolu s květy dalších druhů rodu Epiphyllum kvetoucími jednu noc).

## Pěstování
Snadno pěstovatelné v dostatečně výživné humózní zemině. Krátkodobě snese pokles teploty až k 0 °C. Teplota k přezimování je 8 – 16 °C. V podmínkách střední Evropy kvete ve vrcholném létě a snáší letnění v závětří a polostínu. Vyžaduje každoroční prořezávání starých odumírajících a poškozených výhonů.

## Systematika

### Synonyma homotypická
- Cereus oxypetalus Moc. & Sesse ex de Candolle (1828) Prodr. 3:470; Cactus oxypetalus Moc. & Sessé ex DC. (1828) Prodr. 3:470; Phyllocactus oxypetalus (de Candolle) Link ex Walpers (1843) Repert. Bot. 2:341

### Synonyma heterotypická
- Epiphyllum latifrons (Zucc.) Pfeiff. (1837) Enum. Diagn. Cact. 125; Cereus latifrons Pfeiffer (1838) Enom. cact. 125; Phyllocactus latifrons (Pfeiffer) Link ex Walpers (1843) Repert. Bot. 2:341
- Phyllocactus grandis Lemaire (1847) Fl. Serr. 3:225. b.; Epiphyllum grande (Lemaire) Britton & Rose (1913) Contr. U. S. Nat. Herb. 16:257;
- Phyllocactus guyanensis Brongnart ex Labouret (1853) Monogr. Cact. 416;
- Epiphyllum acuminatum K. Schumann in Martius (1890) Fl. Bras. 4:222; Phyllocactus acuminatus (K. Schumann) K. Schumann (1897) Gesamtb. Kakt. 213;
- Epiphyllum oxypetalum var. purpusii (Weingart) Backeberg (1959) Cactac.: Handb. Kakteenk. 2: 747;Phyllocactus purpursii Weingart (1907) Moatsschr. Kakteenk. 17:34; Epiphyllum purpusii (Weing.) F.M.Knuth (1936) Kaktus-ABC 161;

Za taxony nejblíže příbuzné bývají uváděny E. thomasianum a E. pumilum.

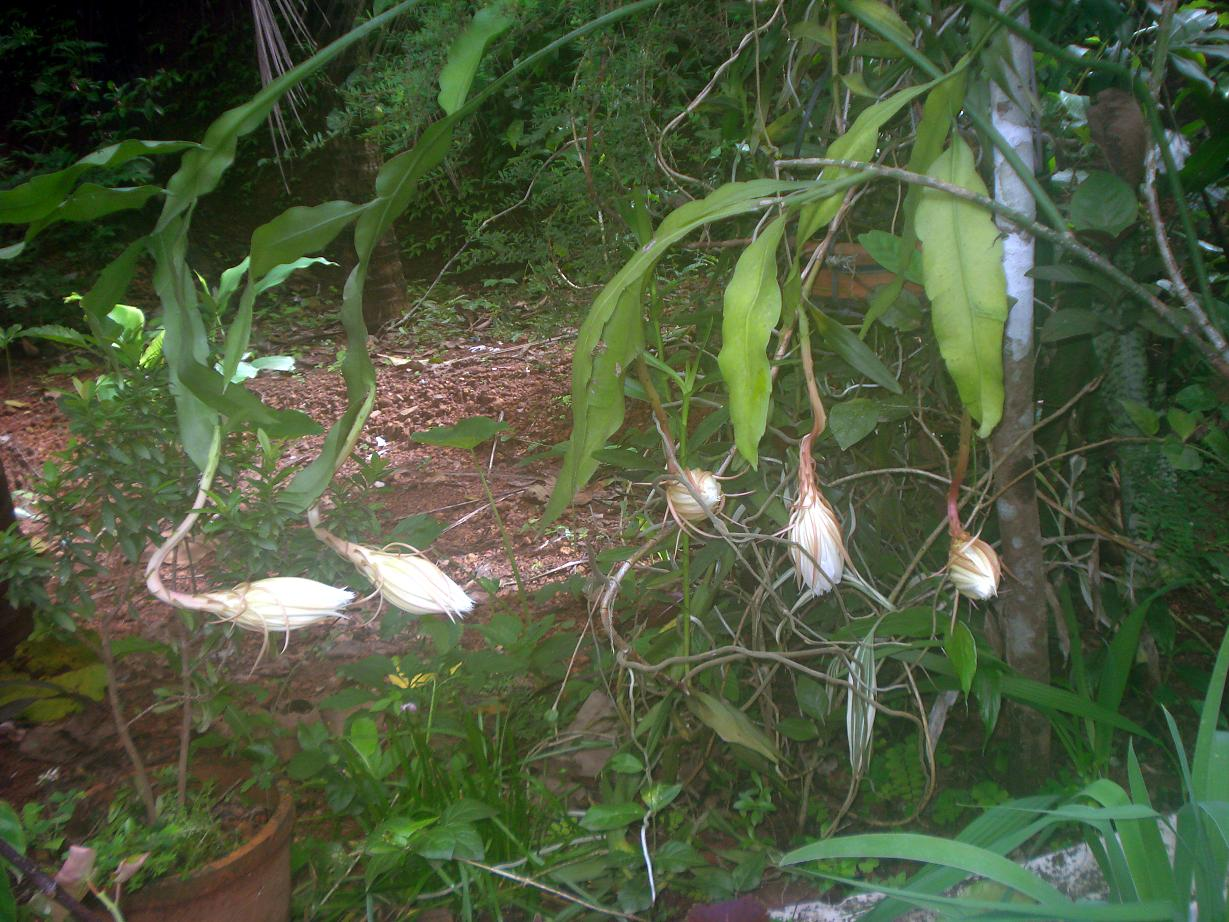
Rostlina se zavřenými květy. Druhý květ zprava odkvetl minulou noc.
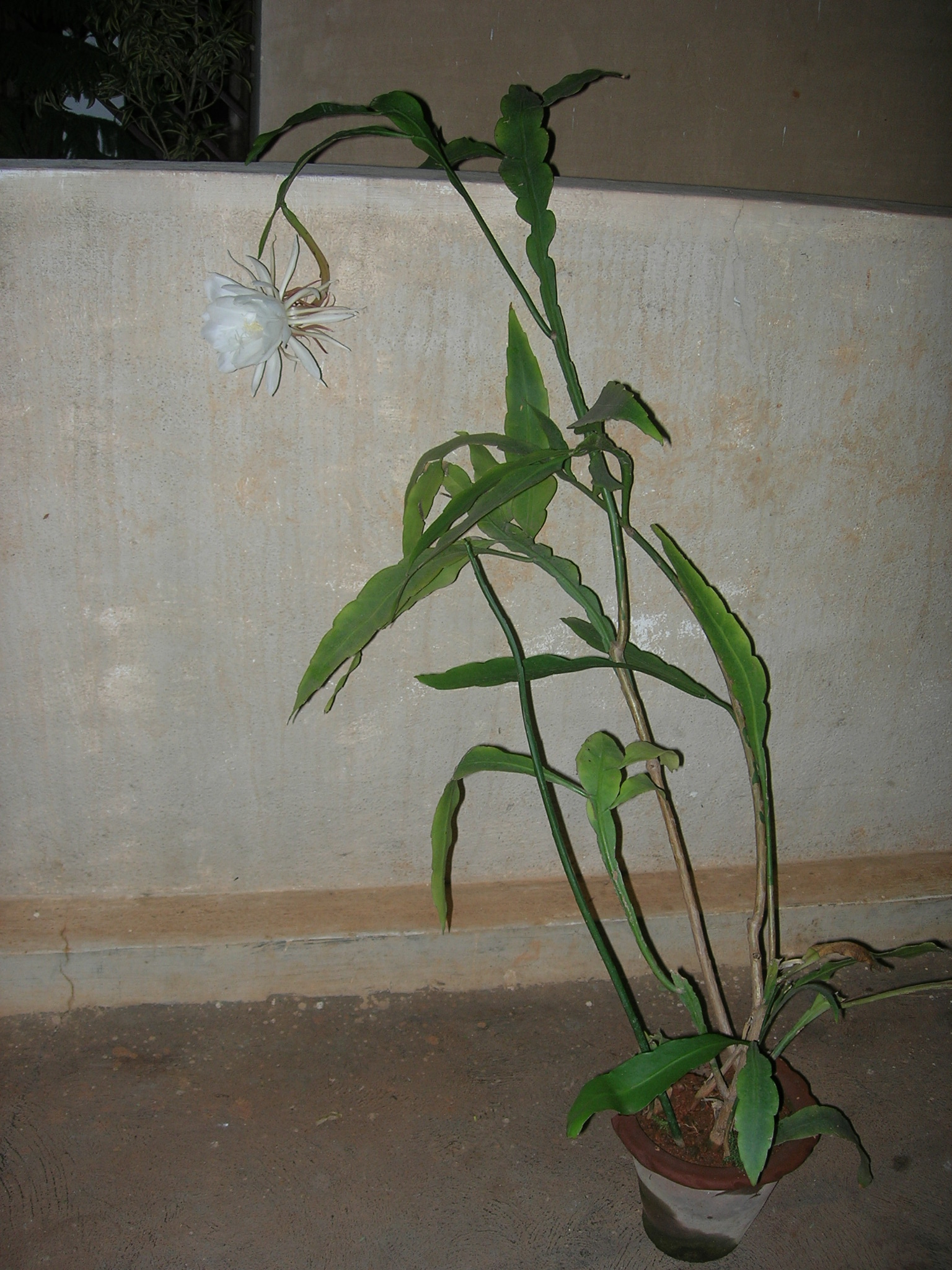
Habitus pěstované rostliny.
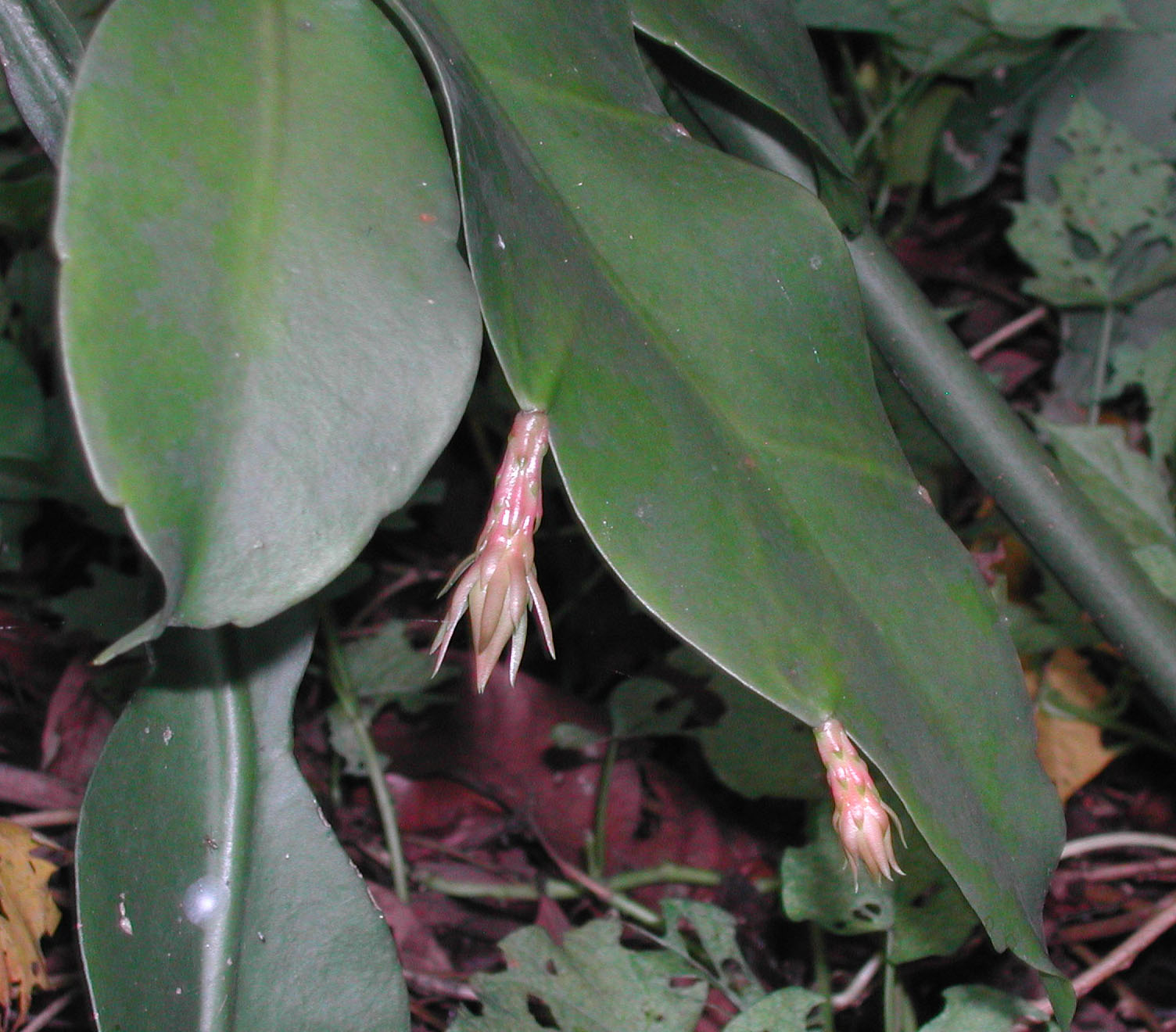
Poupata.
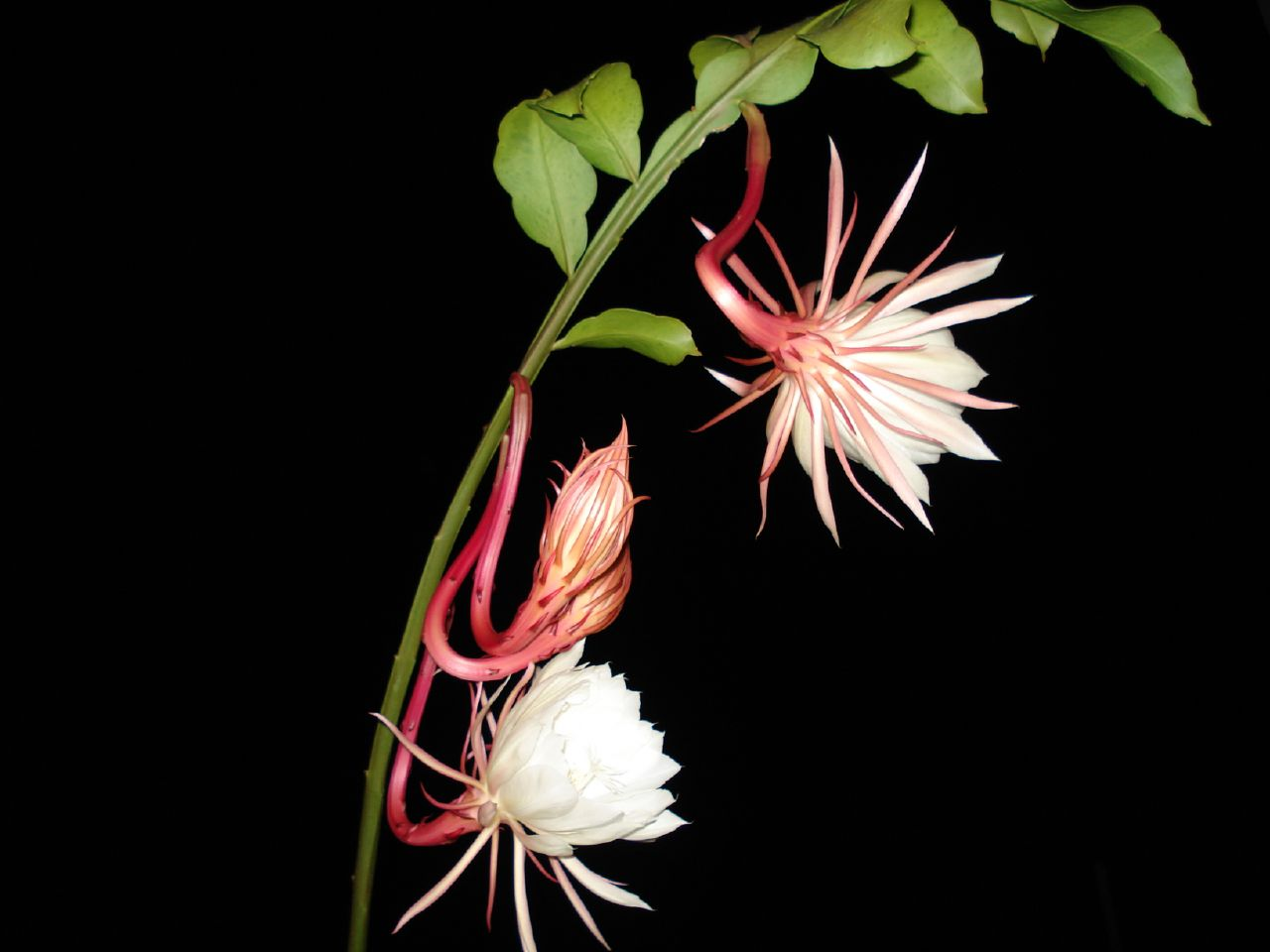
Kvetení ze stonků mimo listovité čepele je poměrně neobvyklé.
Rozkvétajicí květy.
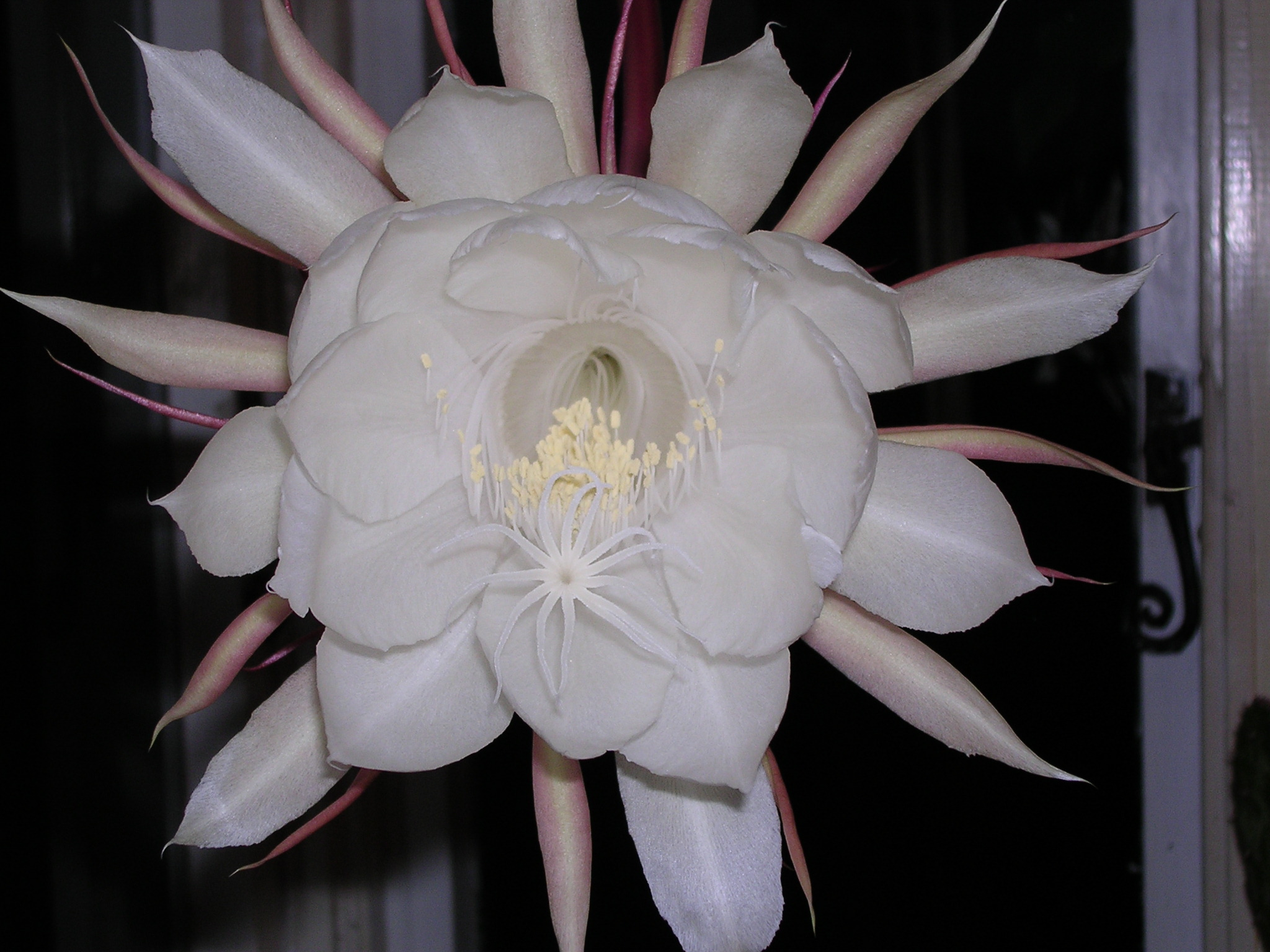
Detail květu.